# Comté de Londonderry
Le comté de Londonderry ou comté de Derry (en anglais : County Londonderry ; en irlandais : Contae Dhoire ou Doire) est un des six comtés irlandais formant l'Irlande du Nord dans la province d'Ulster.
Il est nommé d'après sa ville principale, Londonderry également appelée Derry. Outre Derry, une autre grande ville du comté est Coleraine.
Le comté est bordé par les comtés nord-irlandais d'Antrim et de Tyrone et le comté de Donegal.
Sa superficie est de 2 074 km2 et sa population était de 252 231 habitants en 2021. 
Depuis 1972, les comtés d'Irlande du Nord, dont Londonderry, ne sont plus utilisés par l'État dans le cadre de l'administration locale. À la suite de nouvelles réformes en 2015, la région est désormais gouvernée par trois districts différents : Derry et Strabane, Causeway Coast and Glens et Mid-Ulster.

## Comtés limitrophes
| Donegal | océan Atlantique     | océan Atlantique |
| Donegal | comté de Londonderry | Antrim           |
| Tyrone  | Tyrone               | Antrim           |

## Histoire

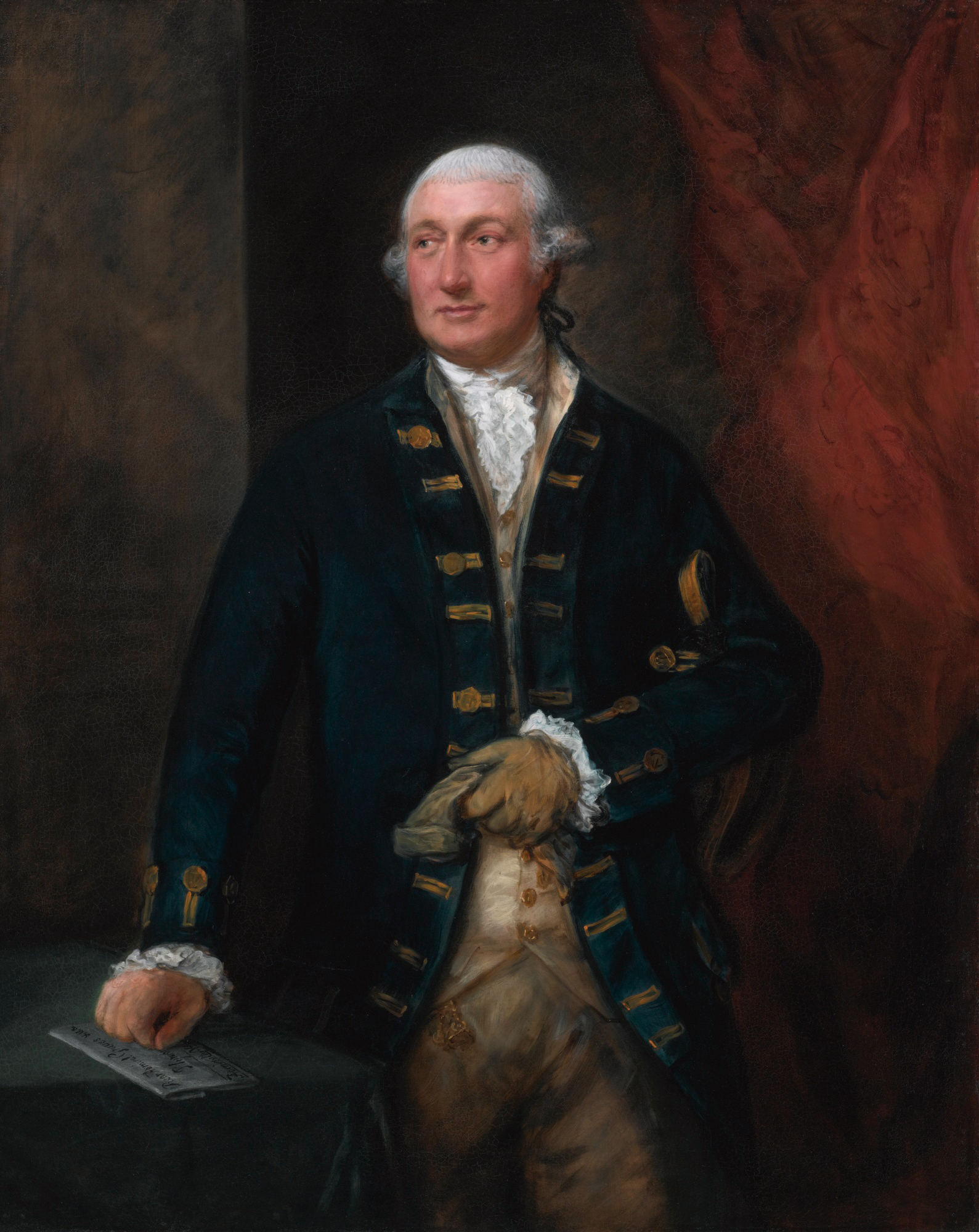
L'Amiral Lord Graves, 1785-1786,
par Gainsborough,
collection privée.

Thomas Graves (1er baron Graves) est fait amiral et reçoit la pairie d'Irlande. Il devient Baron Graves de Gravesend dans le Comté de Londonderry. Thomas Gainsborough fait son portrait en 1785-1786, conservé aujourd'hui dans une collection privée.
Depuis 1972, les six comtés d'Irlande du Nord ne sont plus des échelons administratifs ou de gouvernement local. Ils ont à cette date été remplacés par 26 « conseils », eux-mêmes remplacés en 2015 par 11 nouveaux districts. Le territoire de l'ancien comté de Londonderry fait aujourd'hui partie des districts de Causeway Coast and Glens (dont la partie orientale recouvre une partie de l'ancien comté d'Antrim), de Mid Ulster, et de Derry City and Strabane.

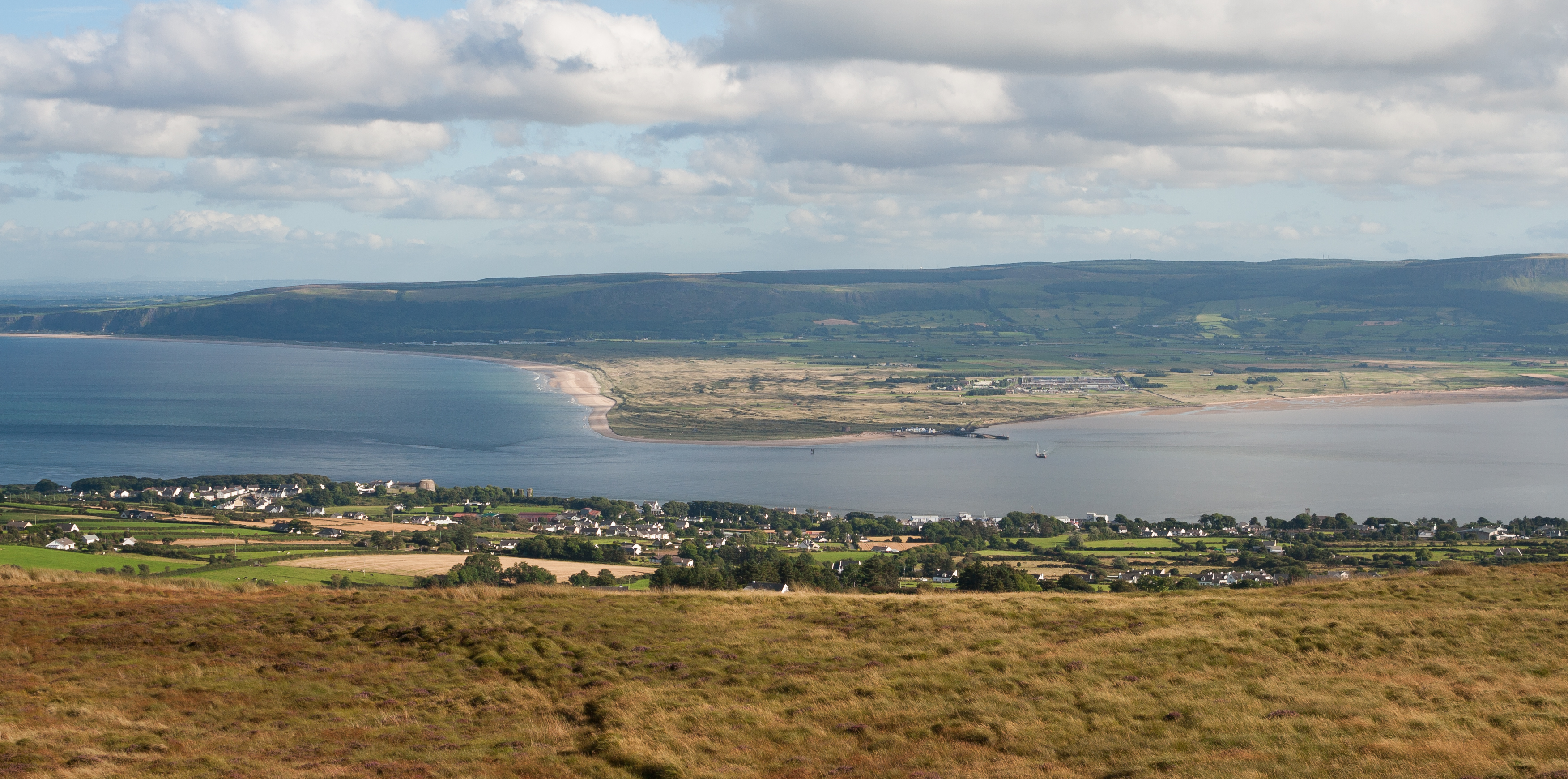
Le Lough Foyle depuis le comté de Donegal.

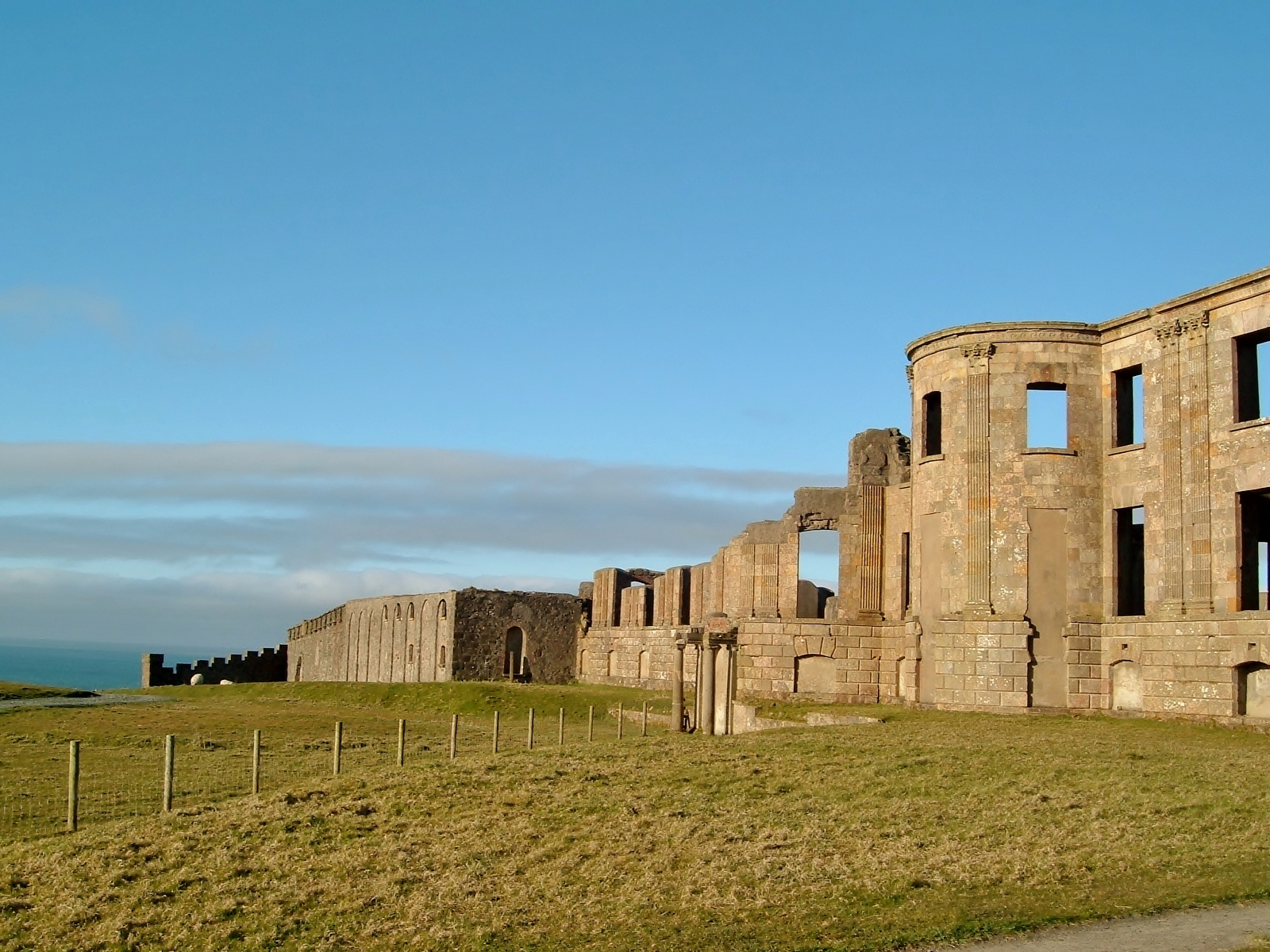
Downhill House, manoir du XVIIIe siècle démantelé en 1950.

## Intérêts géographiques et touristiques
Le point culminant du comté est le sommet de la montagne Sawel (678 mètres), à la frontière avec le comté de Tyrone. Sawel fait partie des montagnes Sperrins, qui dominent la partie sud du comté. À l'est et à l'ouest, les terres entourent les vallées des rivières Bann et Foyle respectivement ; au sud-est, le comté touche la rive du Lough Neagh, qui est le plus grand lac d'Irlande ; le nord du comté se distingue par des falaises abruptes, des dunes et des plages sur la côte atlantique.
Le comté abrite un certain nombre de bâtiments et de paysages importants, notamment les murailles bien conservées de la ville de Derry, datant du XVIIe siècle ; le domaine de Springhill près de Moneymore, propriété du National Trust ; le temple de Mussenden sur la côte atlantique ; les digues, les côtes artificielles et les réserves ornithologiques sur la rive orientale du Lough Foyle ; et le centre d'accueil des visiteurs de Bellaghy Bawn, près de la maison d'enfance de Seamus Heaney, lauréat du prix Nobel de littérature. Au centre du comté se trouvent les forêts anciennes de feuillus de Banagher et de Ness Wood, où la rivière Burntollet se jette dans les plus hautes chutes d'eau d'Irlande du Nord.

### Article lié
- Comté d'Irlande